# Пески (Конотопский район)
Пески (укр. Піски) — село,
Песковский сельский совет,
Бурынский район,
Сумская область,
Украина.
Код КОАТУУ — 5920985401. Население по переписи 2001 года составляло 1191 человек.
Является административным центром Песковского сельского совета, в который, кроме того, входит село
Новый Мир.

## Географическое положение
Село Пески находится на левом берегу реки Сейм в месте впадения в неё реки Вижлица,
выше по течению на расстоянии в 2,5 км расположено село Новые Вирки (Белопольский район),
ниже по течению на расстоянии в 5 км расположено село Клепалы,
на противоположном берегу — сёла Ивановка (Путивльский район) и Волынцево (Путивльский район).
Выше по течению реки Вижлица на расстоянии в 2,5 км расположено село Новый Мир.
Река в этом месте извилистая, образует лиманы, старицы и заболоченные озёра.
Через село проходит автомобильная дорога Т-1908.

## История
- Поблизости села Пески обнаружены поселение времен неолита, а также поры бронзы и времен Киевской Руси.
- Село известно со второй половины XVII века.
- 1968 год — объединены села Пески и Глушец.
- Починок Глушец по состоянию на 1638 год значился за путивльцем Иваном Михайловичем Череповым, где было земли 270 четвертей, крестьян 12 дворов, бобылей 25 дворов.(Национальная библиотека Украины им. В. Вернадского, Институт рукописи, ф.285, д.7031, ч.1, с.147).

## Экономика
- Молочно-товарная и птице-товарная фермы.

## Объекты социальной сферы
- Школа.

## Достопримечательности
- Областной мемориал жертвам Голодомора 1932—1933 гг. Похоронено ~1000 человек.